# Army-Navy „E“ Award

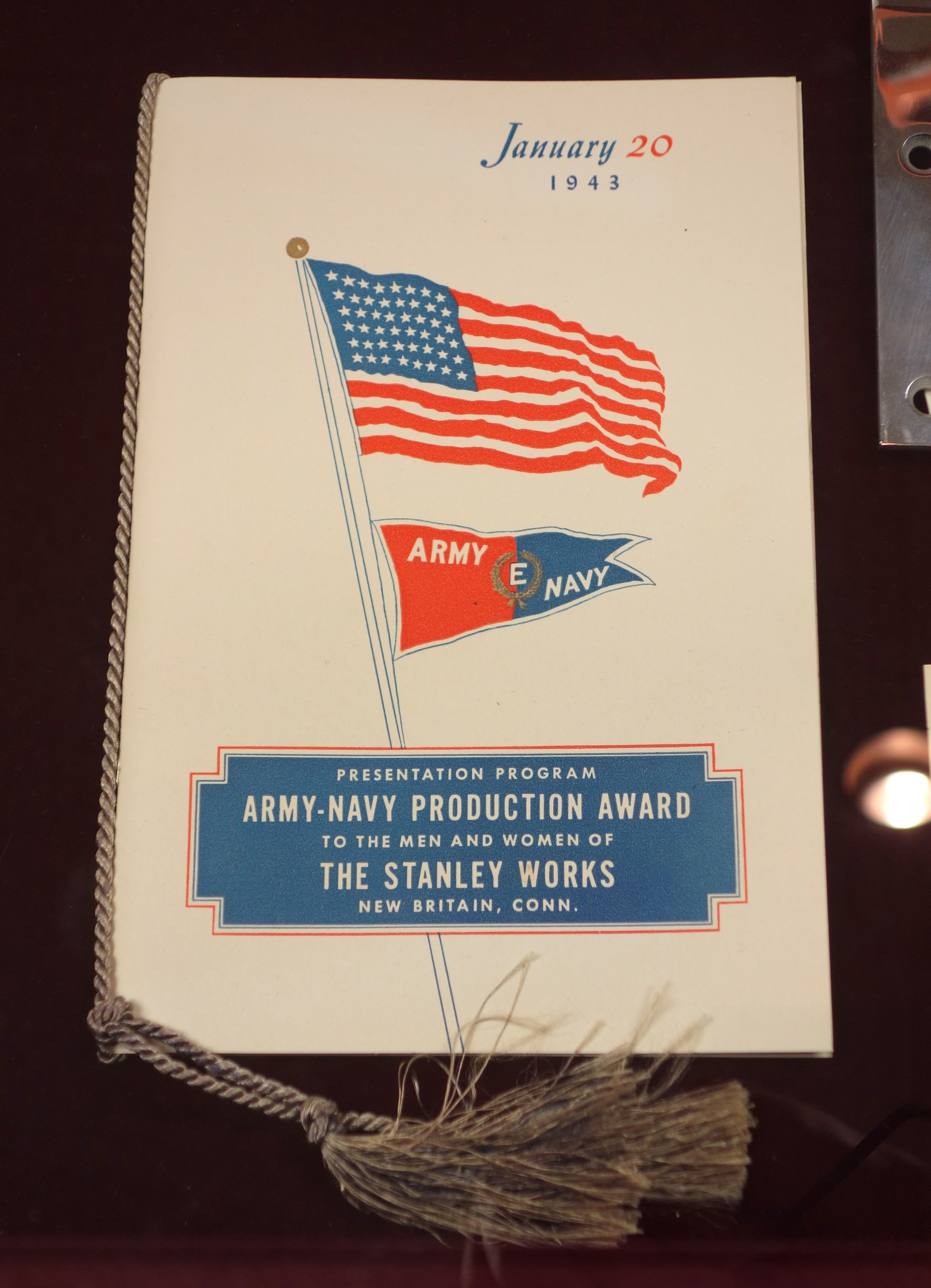
Army-Navy Award für die Firma Stanley Works im Jahre 1943

Der Army-Navy „E“ Award war eine Auszeichnung für amerikanische Firmen während des Zweiten Weltkrieges für die Produktion von Rüstungsgütern. Auch bekannt ist die Auszeichnung unter dem Namen Army-Navy Production Award. 
Die Auszeichnung bestand aus einem Wimpel für den Betrieb und einem Abzeichen für sämtliche Angestellte, die zur Zeit der Produktion des entsprechenden Gutes in der Firma gearbeitet hatten. Der Wimpel zeigte eine schwarz und eine rot eingefärbte Hälfte mit der Inschrift „NAVY“ beziehungsweise „ARMY“. In der Mitte prangte ein „E“, umrahmt von einem goldenen Kranz aus Eichenblättern.
Erhalten haben den Army-Navy Award während der gesamten Dauer des Zweiten Weltkrieges lediglich 4 % der amerikanischen Rüstungsbetriebe. Nach Kriegsende endete das Army-Navy-Award-Programm. 
Zur Verleihung waren meist jeweils ein Offizier der Army sowie der Navy zugegen. Zur Übergabe wurden dabei sämtliche Angestellte des Betriebes versammelt. Nach der allgemeinen Übergabe des Preises erhielt jeder Mitarbeiter einzeln das Abzeichen. Insgesamt erhielten 4.283 Firmen im Verlaufe des Krieges den Award. Etwa die Hälfte ging dabei an Firmen mit weniger als 500 Mitarbeitern. Firmen, deren ausgezeichnete Arbeit sich fortsetzte, erhielten zusätzliche Sterne auf ihre Wimpel. Einige Firmen erhielten dabei bis zu 6 Sterne.

## Geschichte
Bereits 1906 wurde unter Theodore Roosevelt der sogenannte Navy „E“ Award ins Leben gerufen, wobei das „E“ für Excellence stand. Anfangs wurde der Award lediglich an Produzenten von Geschützen geliefert, während später allgemein sämtliche Rüstungsgüter, die in den militärischen Bereich der Navy fielen, gewürdigt wurden. Aufgrund des Kriegszustandes der Vereinigten Staaten mit den Achsenmächten wurde versucht, einen neuen Anreiz zu schaffen, Rüstungsgüter zu produzieren, indem im Juli 1942 der Army-Navy E Award ins Leben gerufen wurde. Dazu wurden der Navy E Award, der Army A Award und der Army-Navy Munitions Board Award zu einer neuen Auszeichnung zusammengefasst, dem Army-Navy E Award.
Sämtliche amerikanischen Rüstungsunternehmen konnten diese Auszeichnung erhalten. Obwohl die Auszeichnung eher an die Industrie gerichtet war, erhielten auch eine akademische Institution sowie eine einzelne Person den Award. Das Iowa State College (heute Iowa State University) erhielt den Award für seinen Beitrag zur Uranproduktion für das Manhattan Project, während Harley A. Wilhelm den Award für die Erfindung des Ames-Verfahren zur Extraktion, Aufbereitung und Massenproduktion von Uran erhielt. Harley A. Wilhelms Arbeit fand dabei am Iowa State College statt.
Einige Auswahlkriterien für den Army-Navy Award waren:
- Qualität und Quantität der Produktion
- Bewältigung von Produktionshürden
- Vermeidung von Produktionsstopps
- Einhaltung der fair labor standards
- Effektives Management
- Buchführung über Unfälle, Gesundheit, sanitäre Einrichtungen und Firmensicherheit

Nominierungen für den Award vergaben dabei der Technical Service der Army Service Forces, die Air Force, das Navy Departement, die Coast Guard oder das Marine Corps, abhängig davon, welcher Teil der Streitkräfte am meisten von den produzierten Gütern profitierte.
Diese Nominierungen gingen bei der Army an das „Army Board for production Awards“, während die Nominierungen aus den Reihen der Navy an das „Navy Board for production Awards“ gingen. Bevor der Award nun vergeben wurde, musste die jeweilige andere Institution noch zustimmen.
Firmen, deren Leistungen sich fortsetzten, erhielten nach einer 6 Monate dauernden Periode einen zusätzlichen weißen Stern auf ihre Flagge. Nach diesem Verfahren konnten insgesamt 4 zusätzliche Sterne verliehen werden. Anschließend wurde das Intervall für einen neuen Stern auf 1 Jahr erhöht. Von den 4.283 Firmen, die den Award erhielten, schafften es 8 Firmen, 6 Sterne zu Erhalten.
763 Firmen erhielten einen Award mit einem Stern, 723 Firmen erhielten 2 Sterne, 776 Firmen 3 Sterne, 820 Firmen 4 Sterne und 206 Betriebe erhielten 5 Sterne. 
Der letzte Award wurde dabei auf einem Treffen des Army und Navy Boards for Production Awards im August 1945 verliehen. Anschließend wurden die beiden Gremien aufgelöst.

## Ende des Programms
Am 5. Dezember 1945 endete das Army-Navy-„E“-Award-Programm.
Nach Ende des Zweiten Weltkrieges gab es keinen massiven Bedarf an Rüstungsgütern mehr. Das Recht, die Auszeichnung in Form der verliehenen Flagge oder der Abzeichen zu Tragen, endete dabei nicht, genauso wenig wie mit Hilfe des gewonnenen Awards Werbung für sich zu machen.